# Буділа
Буділа (рум. Budila) — комуна у повіті Брашов в Румунії. До складу комуни входить єдине село Буділа.
Комуна розташована на відстані 139 км на північ від Бухареста, 15 км на схід від Брашова.

## Населення
За даними перепису населення 2002 року у комуні проживали 3484 особи.
Національний склад населення комуни:
| Національність | Кількість осіб | Відсоток |
| -------------- | -------------- | -------- |
| румуни         | 2361           | 67,8%    |
| угорці         | 801            | 23,0%    |
| цигани         | 321            | 9,2%     |
| німці          | 1              | < 0,1%   |

Рідною мовою назвали:
| Мова      | Кількість осіб | Відсоток |
| --------- | -------------- | -------- |
| румунська | 2691           | 77,2%    |
| угорська  | 791            | 22,7%    |
| циганська | 1              | < 0,1%   |
| німецька  | 1              | < 0,1%   |

Склад населення комуни за віросповіданням:
| Релігія                                       | Кількість осіб | Відсоток |
| --------------------------------------------- | -------------- | -------- |
| православні                                   | 2377           | 68,2%    |
| реформати                                     | 636            | 18,3%    |
| п'ятдесятники                                 | 264            | 7,6%     |
| римо-католики                                 | 124            | 3,6%     |
| греко-католики                                | 12             | 0,3%     |
| лютерани (Синодально-пресвітеріанська церква) | 9              | 0,3%     |
| лютерани                                      | 5              | 0,1%     |
| унітарії                                      | 2              | 0,1%     |
| бретрени                                      | 1              | < 0,1%   |
| не релігійні                                  | 1              | < 0,1%   |

## Зовнішні посилання
- Дані про комуну Буділа на сайті Ghidul Primăriilor [Архівовано 15 травня 2012 у Wayback Machine.]